# هيديتو سايتو
هيديتو سايتو (باليابانية: 斎藤 豪人) (9 أكتوبر 1975 في فوكايا في اليابان – )؛ هو لاعب كرة قدم سابق كان يلعب كلاعب وسط.